# Toghu

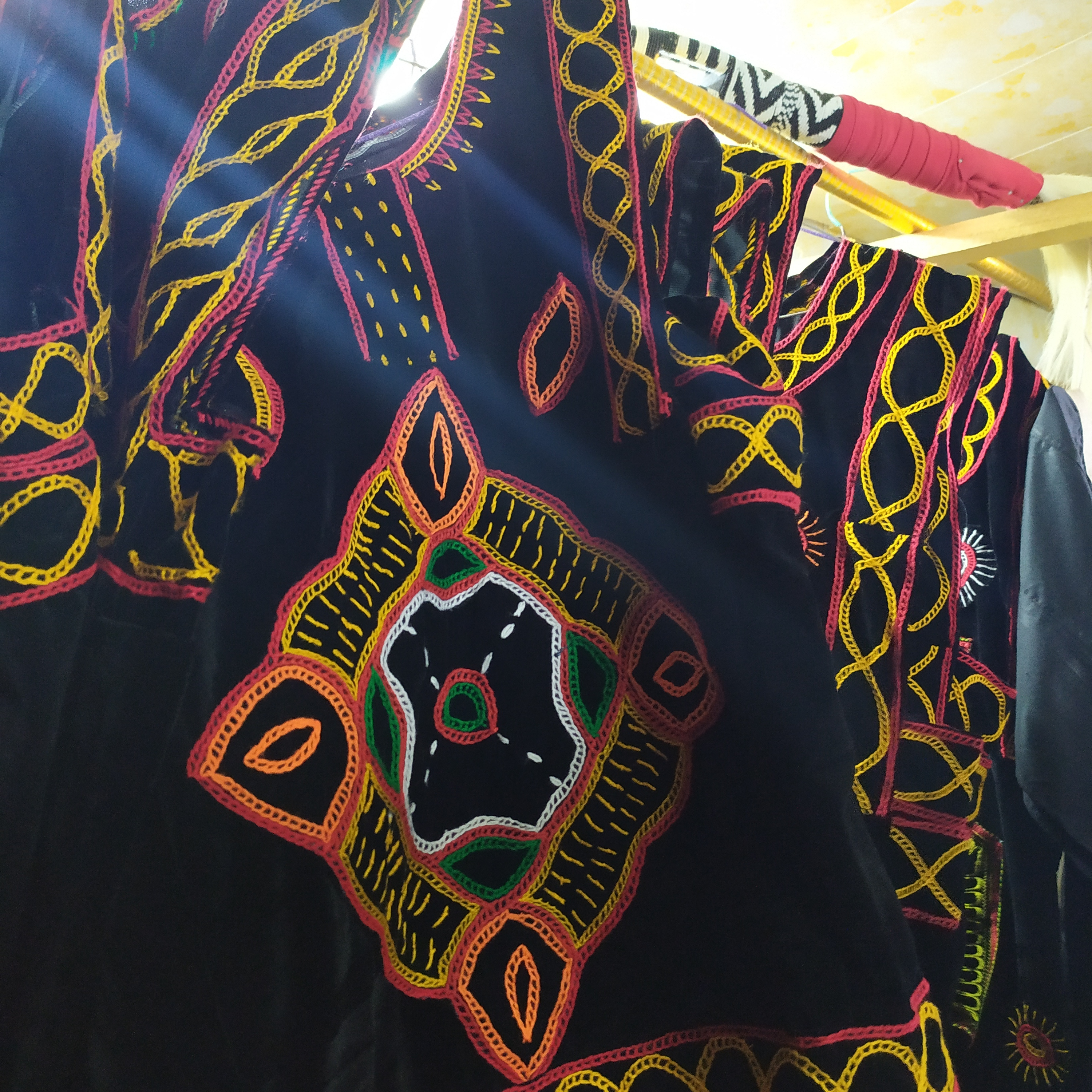
Tunique en Toghu.

Le toghu ou l'atoghu est un vêtement royal et traditionnel à motifs colorés des peuples Grassfields du nord-ouest du Cameroun.
Il est régulièrement choisi comme vêtement traditionnel du Cameroun lors de cérémonies internationales (Jeux olympiques d'été de 2012 à Londres). Il est porté par Blair Underwood pour célébrer ses origines camerounaises et est mis en valeur par le styliste Kibonen Nfi.

## Histoire
L’Atoghu ou Toghu est un vêtement à motifs colorés du peuple Grassfields de la région du Nord-Ouest du Cameroun. C'est un tissu royal porté par les hommes et femmes, chefs et notables.

## Composition
Traditionnellement, il est confectionné de velours de couleur noire. Sur celles ci, sont brodés à la main des motifs et décorations avec du fil ou des bandes de couleurs jaune, orange, ocre, rouge, blanc….
Le tissu sert à la réalisation de larges tuniques.
Sur le col, sur les bouts de manches et au bas de la tunique, on a des broderies rectilignes et régulières. Sur la tunique elle même, les broderies prennent la forme de motifs en formes de losanges, étoiles et autres formes.
Son aspect est semblable à celui d'une robe à grandes main.

## Aujourd'hui
L’utilisation du Toghu s’est répandue au delà de la chefferie et des notables. Il reste un vêtement porté lors de circonstances festives. Il est prisé par les diaspora comme vêtement identitaire et d'affirmation culturelle.
Dans sa version moderne, le toghu est décliné sous plusieurs formes suivant l’inspiration de l’artisan et la démocratisation pousse à remplacer le velours par des étoffes moins lourdes. La tunique large laisse place à des tenues stylées et habillées  et moins lourdes.
Il est aussi décliné en versions wax (tissu imprimé à la place de fils et bandes brodés sur du velours), ou des imprimés de motifs sur des étoffes classiques de coton.

Le 27 janvier 2022, le Toghu est célébré à la résidence de l'ancien bâtonnier Akere Muna lors de la visite au Cameroun de Maybelle Boma, promotrice d'une association nommée Toghu Army Movement. L'association a été lancée le 26 septembre 2021 dans le but de promouvoir cette tenue traditionnelle,. 

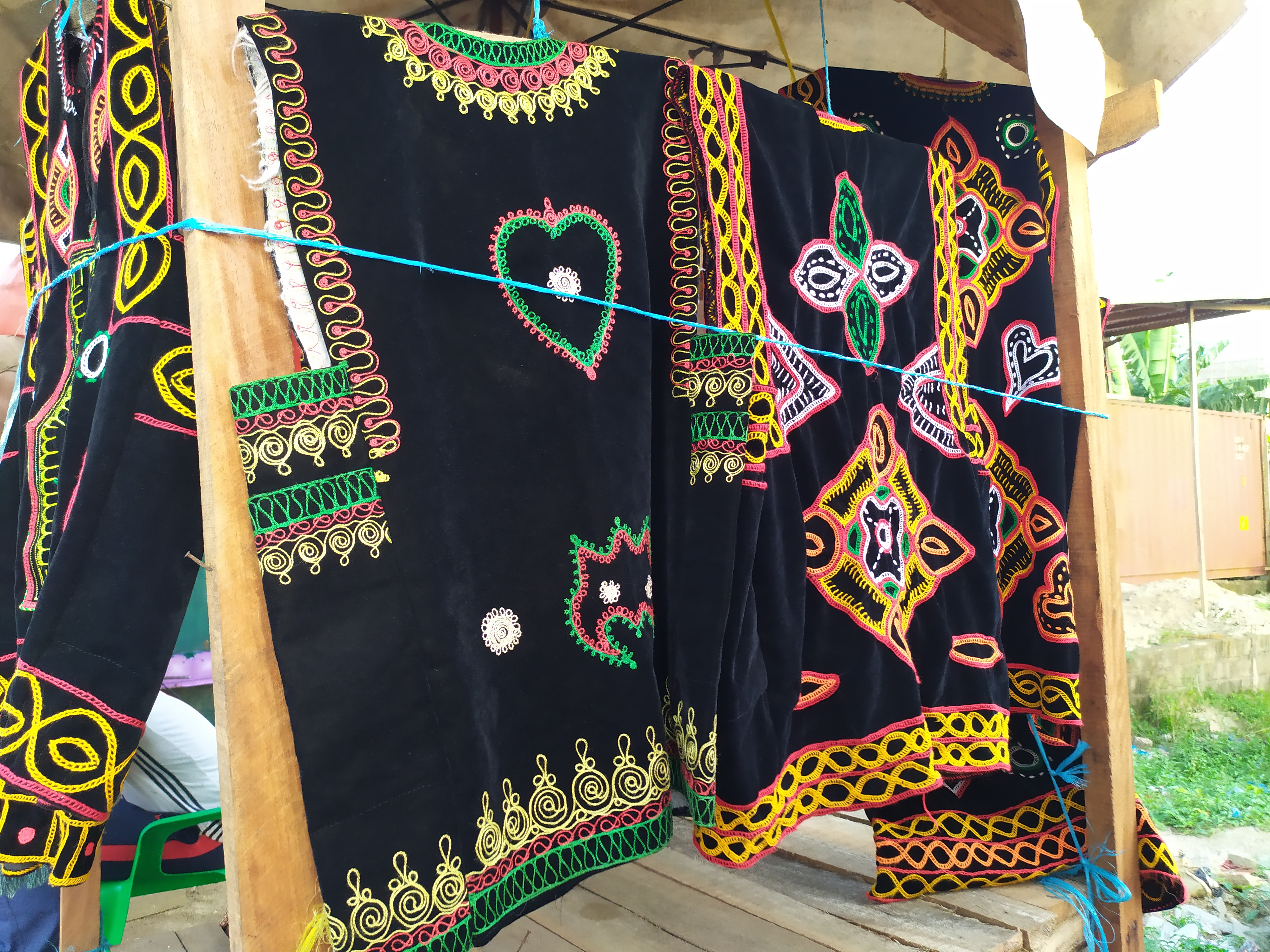
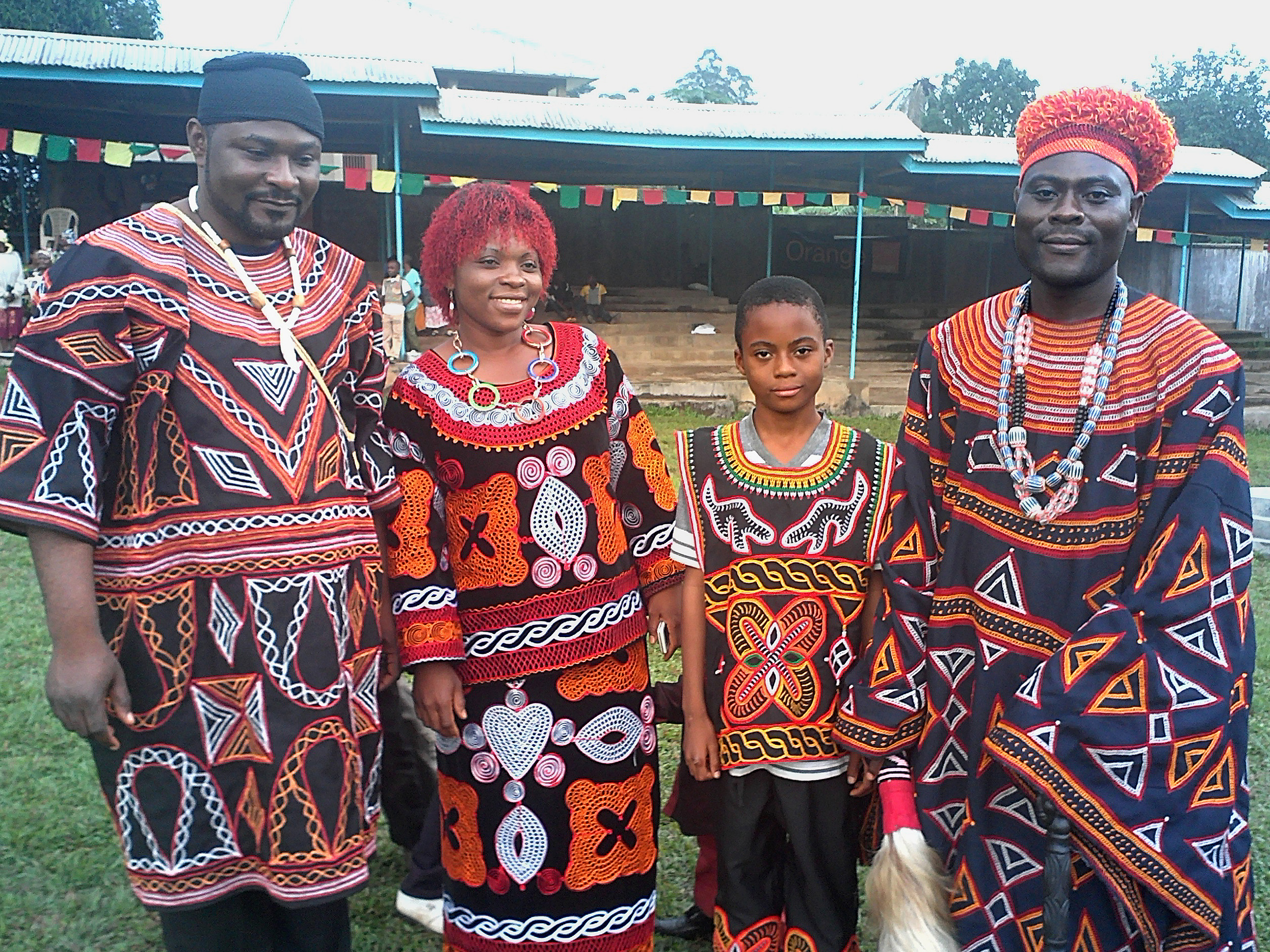
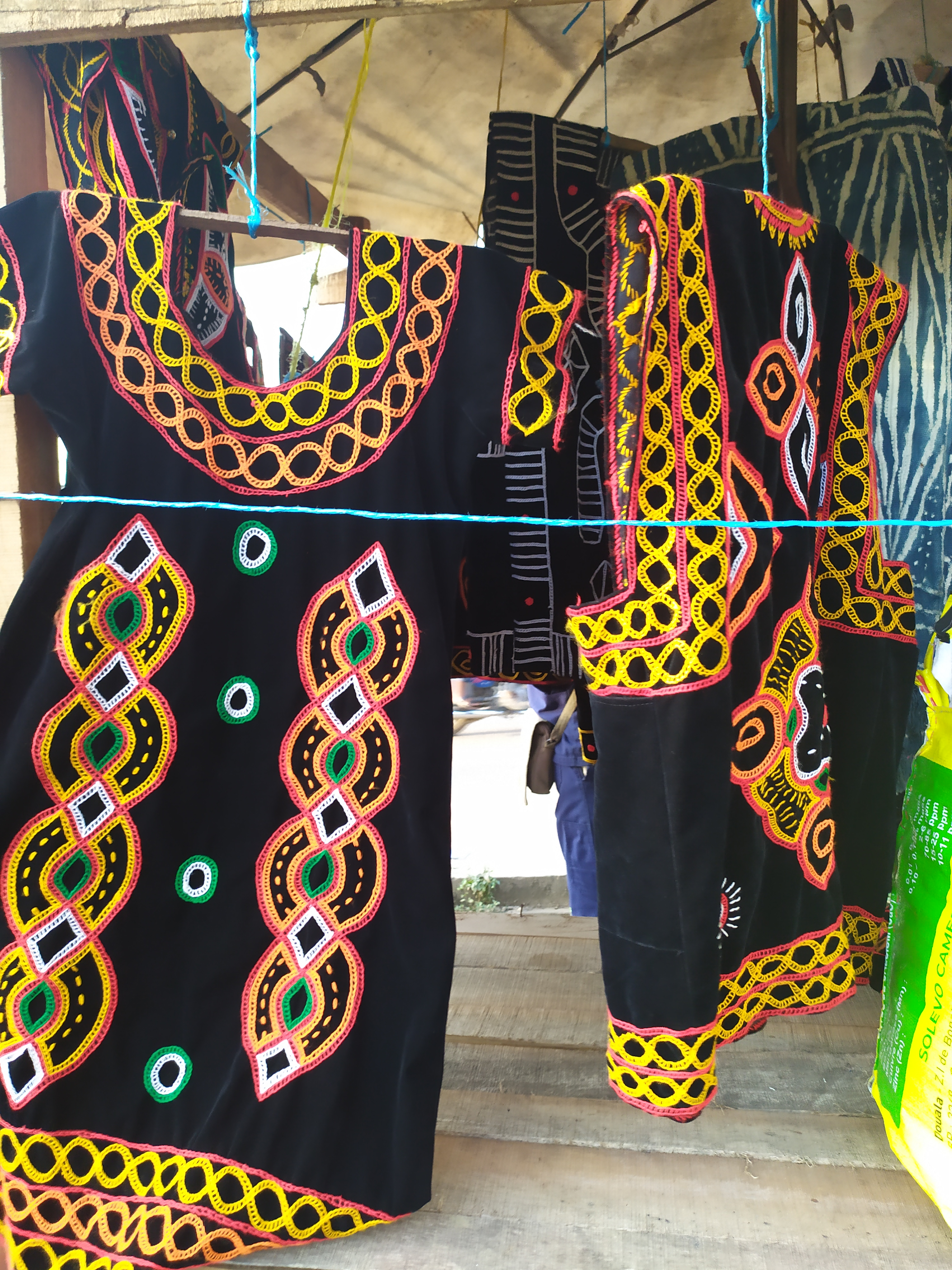
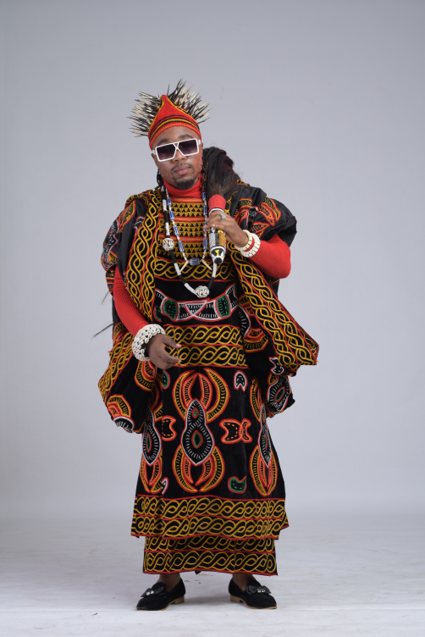
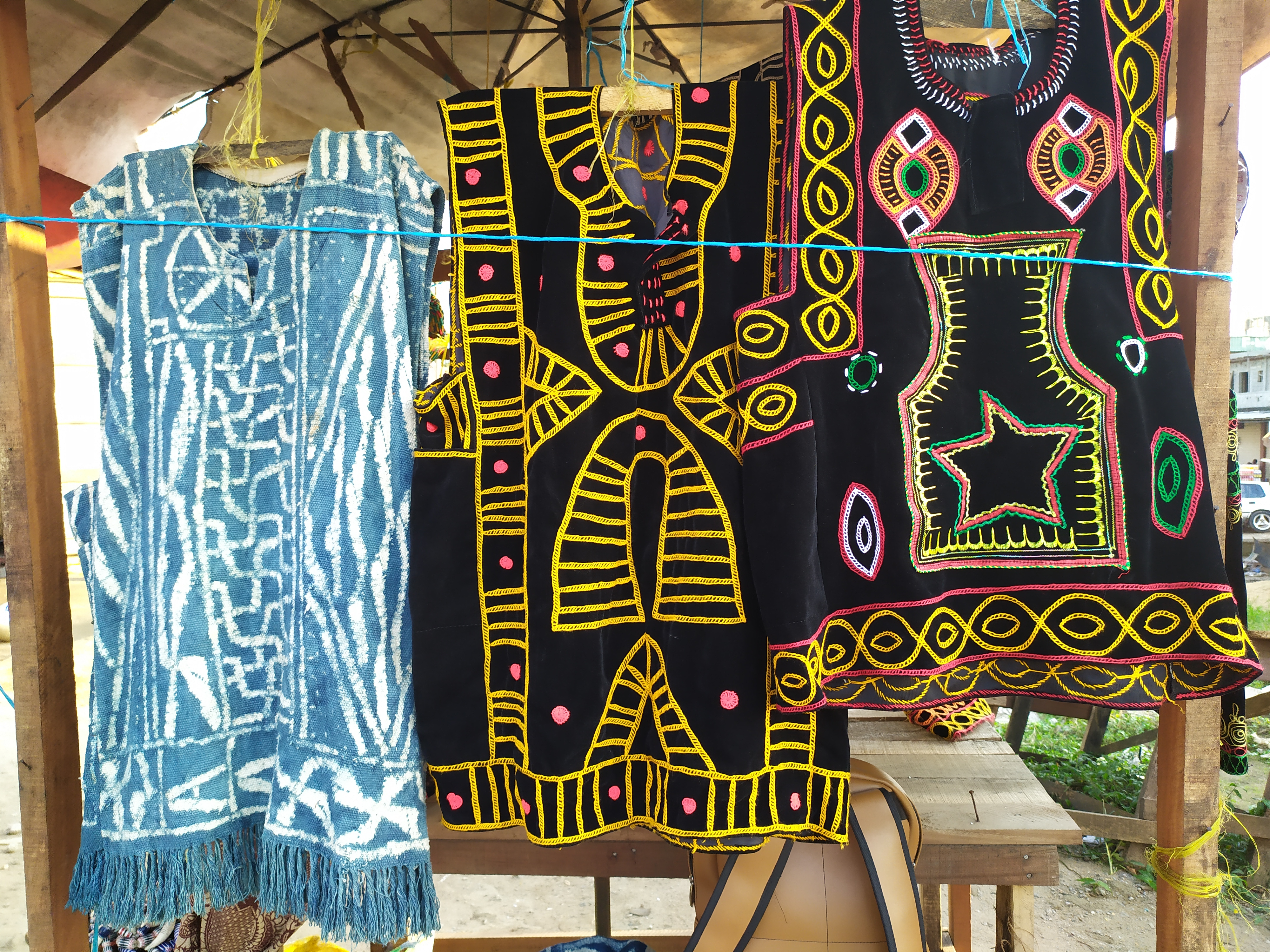
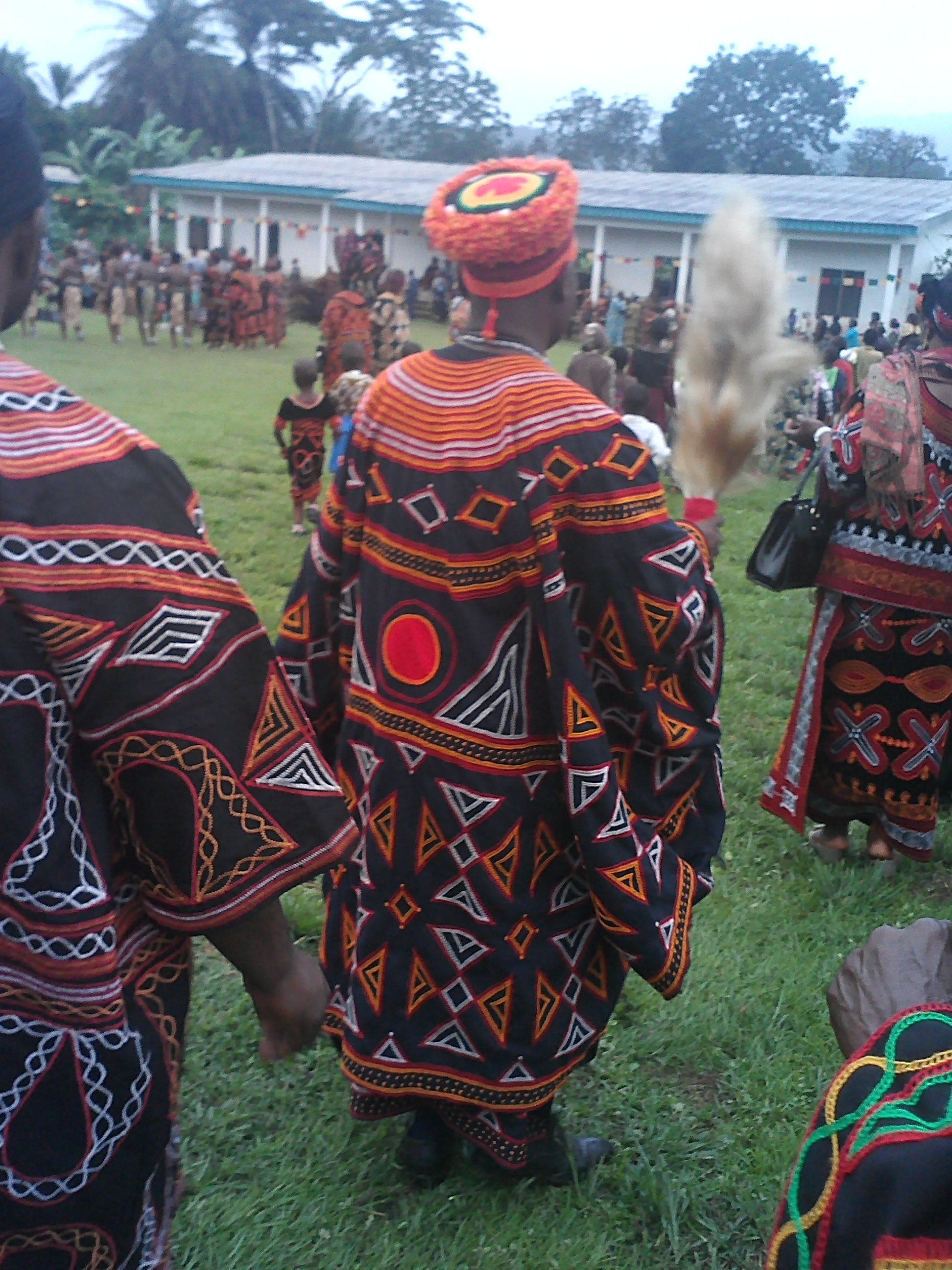
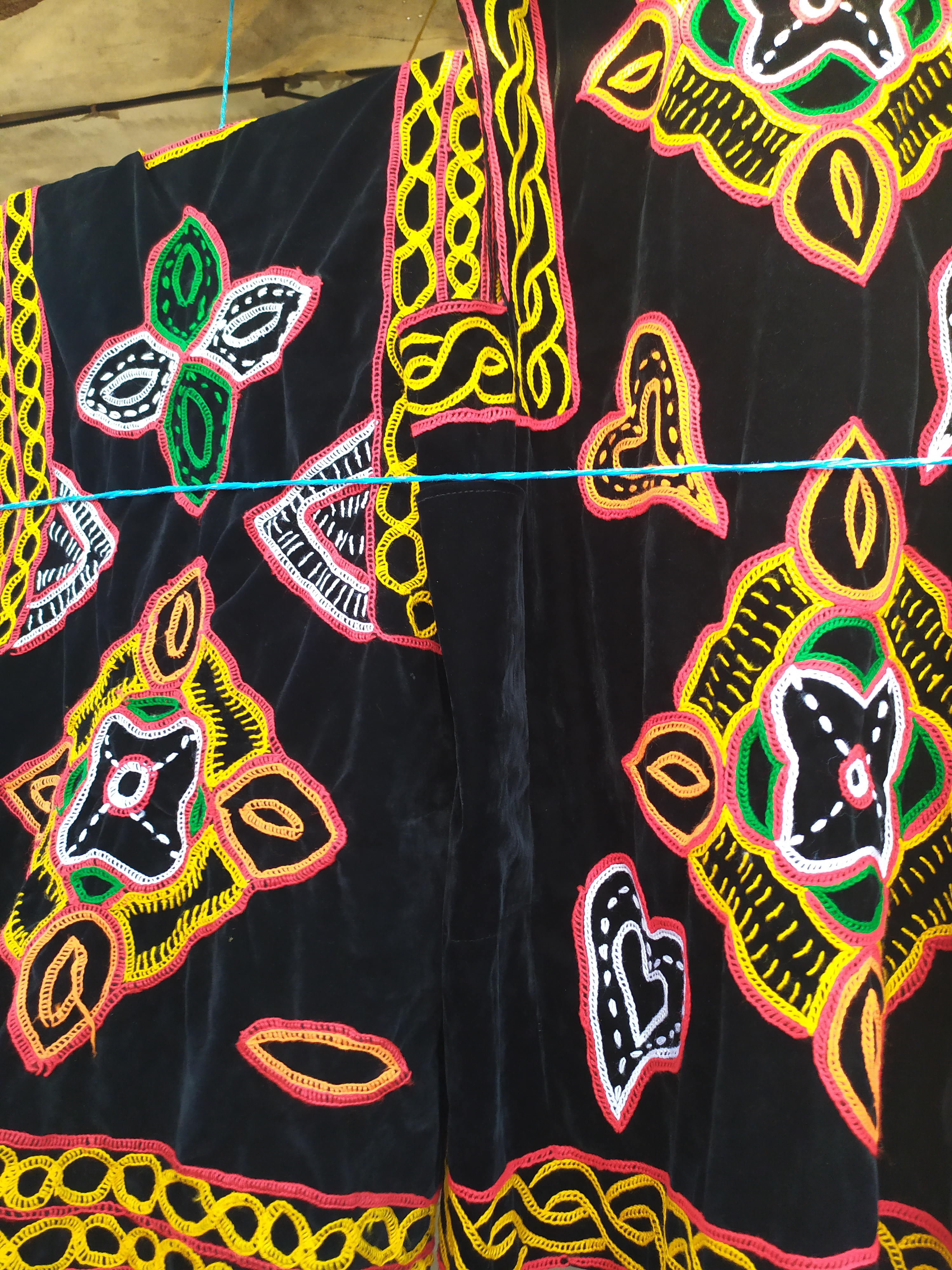
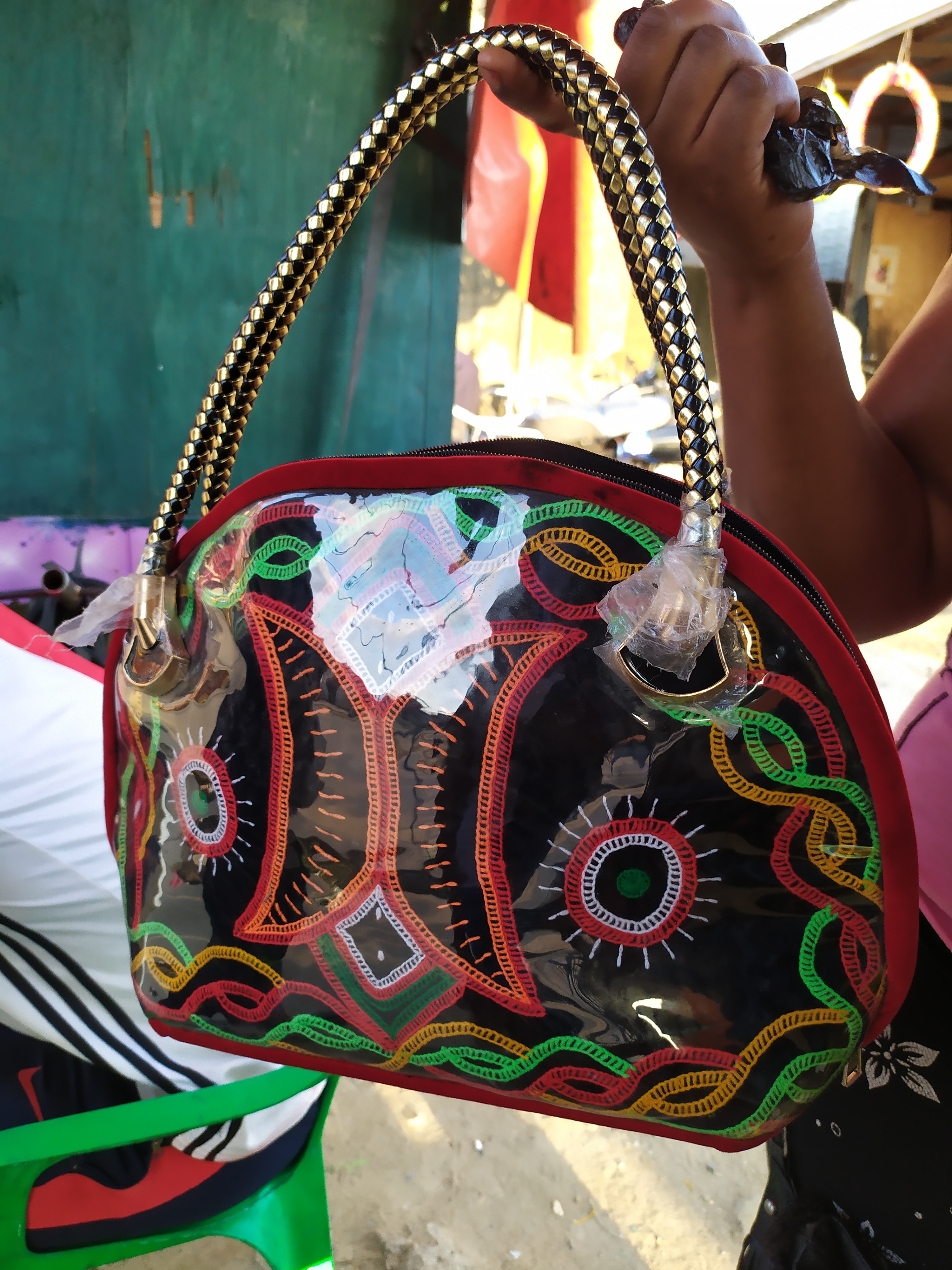
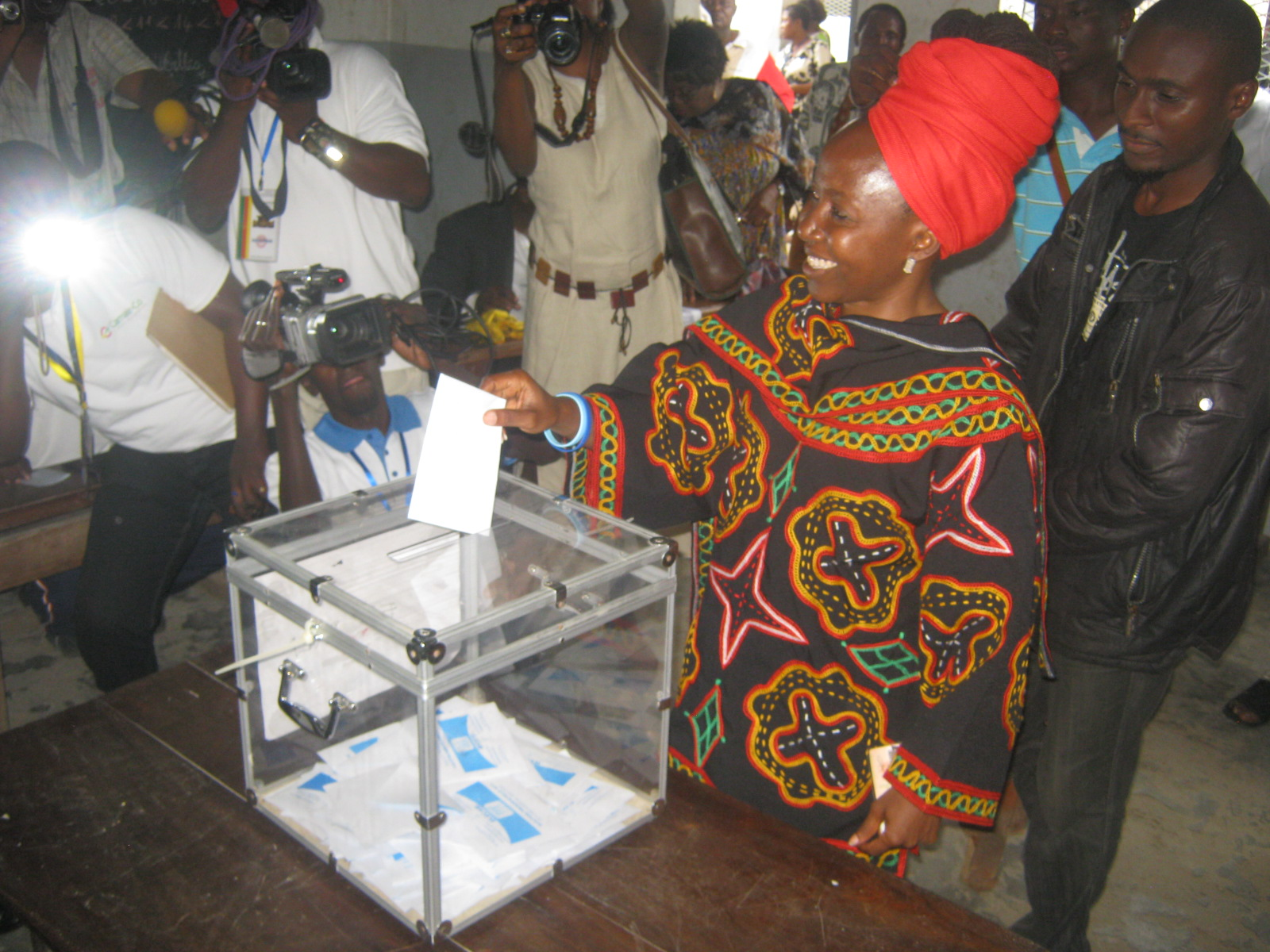
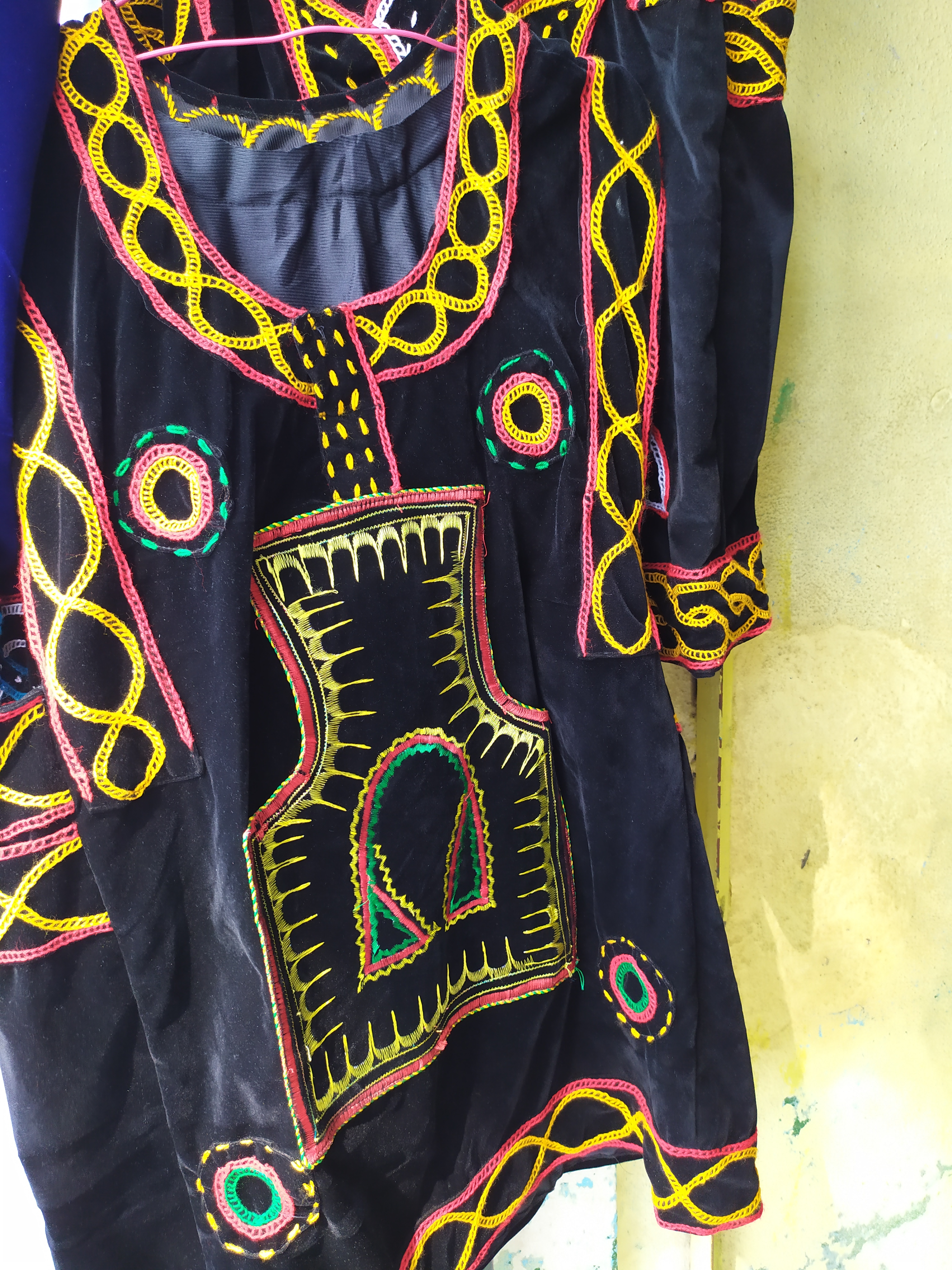